# 마리아 (미국의 가수)
마리아 리스(영어: Maria Leise, 2000년 9월 21일~)는 미국 코네티컷주 태생으로 대한민국에서 트로트 장르를 중심으로 활동하고 있는 가수, 방송인이다.

## 출연작
- 2018년 엠넷 《너의 목소리가 보여 시즌 6》
- 2019년 엠넷 《유학소녀》
- 2020년 ~ 2021년 MBC 에브리원 《대한외국인》
- 2020년 SBS 《불타는 청춘》
- 2020년 JTBC 《히든싱어 6》 - 김완선 편
- 2020년 KBS1 《아침마당》
- 2020년 TV조선 《내일은 미스트롯2》
- 2021년 TV조선 《내일은 미스트롯2 토크 콘서트》
- 2021년 TV조선 《내 딸 하자》
- 2021년 SBS 《골 때리는 그녀들》
- 2021년 TV조선 《스타다큐 마이웨이》
- 2021년 SBS 《주영진의 뉴스브리핑》
- 2021년 KBS1 《TV쇼 진품명품》
- 2021년 TV조선 《화요일은 밤이 좋아》 (4화부터 합류)
- 2022년 JTBC 《아는 형님》
- 2023년 MBN 《현역가왕》
- 2024년 MBN 《한일 가왕전》

## 수상 내역
- MBN 현역가왕 TOP6